# Thomas Henderson
Thomas James Alan Henderson, född 28 december 1798 i Dundee, död 23 november 1844 i Edinburgh, var en skotsk astronom.
Henderson ägnade sig först åt juridik, men utbildade sig sedan i Edinburgh till astronom, blev 1831 direktor för observatoriet i Kapstaden och 1834 professor i astronomi vid universitetet i Edinburgh samt direktor för observatoriet där med titeln Astronomer Royal. Under sin vistelse i Kapstaden utförde han (1832–1833) en bestämning av parallaxen för stjärnan Alfa Centauri, en av de första tillförlitliga parallaxbestämningarna för någon fixstjärna. Han offentliggjorde även en mängd andra astronomiska observationer och undersökningar i facktidskrifterna.

## Eftermäle
Asteroiden 3077 Henderson är uppkallad efter honom.